# Iqbal og superchippen
Iqbal og superchippen  er en dansk film fra 2016, filmen er instrueret af Oliver Zahle og med Hircano Soares, Liv Leman Brandorf, Arien Takiar og Sara Masoudi i hovedrollerne.

## Medvirkende
- Hircano Soares som Iqbal Farooq
- Liv Leman Brandorf som Sille
- Arien Takiar som Tariq
- Ellie Jokar som Mor
- Rasmus Bjerg som Jens 'Æselmand' Ebbesen
- Andreas Bo Pedersen som Ebbe 'Svinet' Ebbesen
- Martin Brygmann som Jeppe
- Ditte Hansen som Jeanette
- Dar Salim som Rafiq
- Birthe Neumann som Borgmester
- Stig Hoffmeyer som Fabricius
- Runi Lewerissa som Far
- Zlatko Buric som Baba
- Torben Zeller som Hr. Wiibrandt
- Patricia Schumann som Tanja